# Okopa
Okopa (deutsch Erdmannshof) ist ein Ort in der polnischen Woiwodschaft Ermland-Masuren. Er gehört zur Gmina Bartoszyce (Landgemeinde Bartenstein) im Powiat Bartoszycki (Kreis Bartenstein (Ostpr.)).

## Geographische Lage
Okopa liegt in der nördlichen Mitte der Woiwodschaft Ermland-Masuren, 24 Kilometer südwestlich der ehemaligen und heute auf russischem Hoheitsgebiet gelegenen Kreisstadt Friedland (russisch Prawdinsk) bzw. drei Kilometer östlich der heutigen Kreismetropole Bartoszyce (deutsch Bartenstein).
|  |

## Geschichte
Bei dem einstigen Erdmannshof handelte es sich um einen großen Hof. Bis 1945 war er ein Wohnplatz innerhalb der Stadt Bartenstein (polnisch Bartoszyce) im ostpreußischen Kreis Friedland (1927 bis 1945 „Kreis Bartenstein“). Im Jahre 1905 waren in dem kleinen Ort 40 Einwohner registriert.

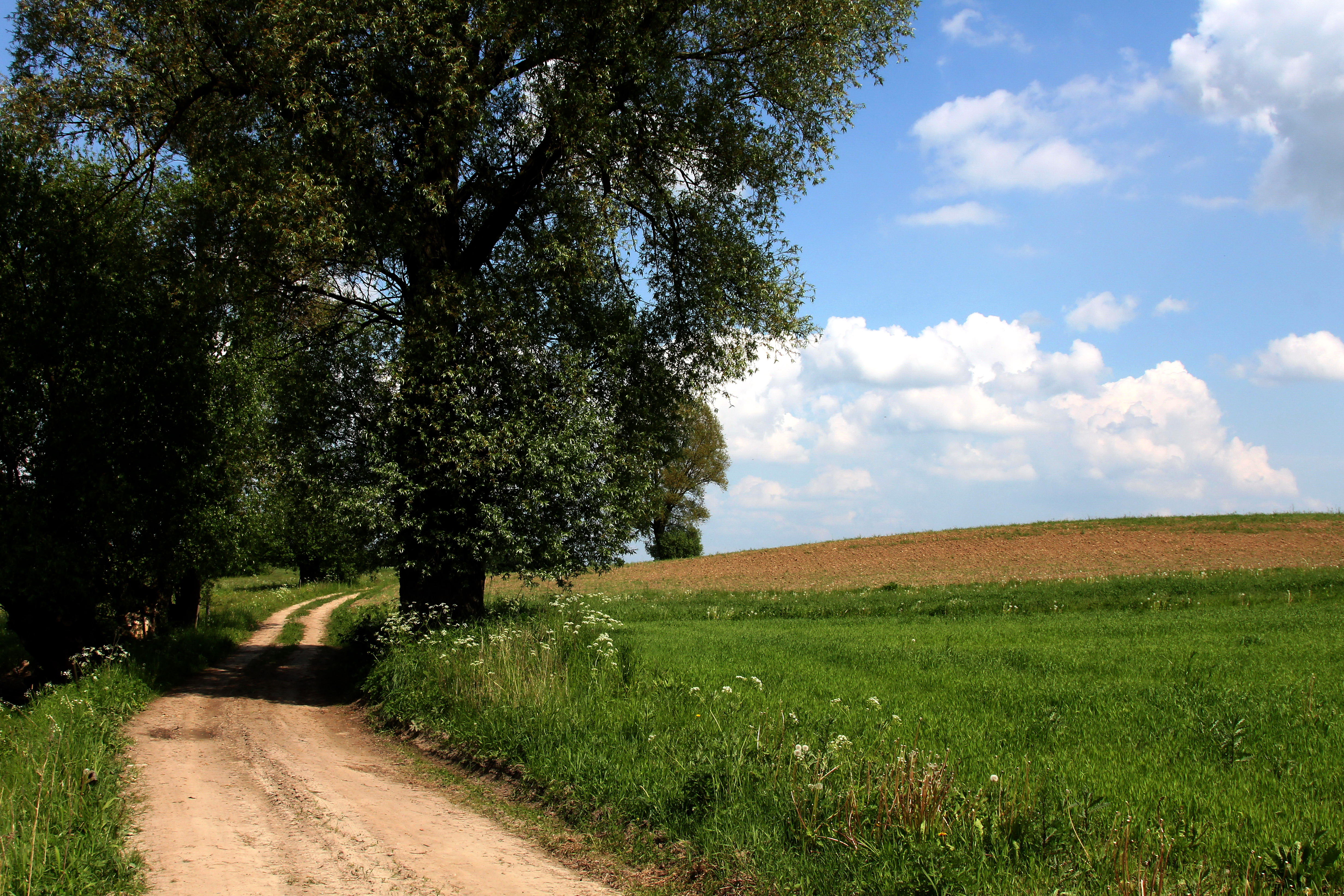
Feldweg zwischen Bartoszyce und Okopa

Als 1945 in Kriegsfolge das gesamte südliche Ostpreußen an Polen fiel, erhielt Erdmannshof die polnische Namensform „Okopa“. Der Ort wurde verselbständigt und ist heute eine Ortschaft im Verbund der die Stadt Bartoszyce umgebende Landgemeinde Bartoszyce im Powiat Bartoszycki, von 1975 bis 1998 der Woiwodschaft Olsztyn, seither der Woiwodschaft Ermland-Masuren zugehörig.

## Religion
Christentum
Bis 1945 war Erdmannshof in die evangelische Stadtkirche Bartenstein in der Kirchenprovinz Ostpreußen der Kirche der Altpreußischen Union, außerdem in die römisch-katholische Kirche St. Bruno Bartenstein im damaligen Bistum Ermland eingepfarrt.
Auch heute gehört Okopa kirchlich zur Stadt Bartoszyce: zur dortigen katholischen Pfarrei, die jetzt dem Erzbistum Ermland zugeordnet ist, und zur evangelischen Kirchengemeinde, jetzt eine Filialgemeinde der Johanneskirche Kętrzyn (Rastenburg) in der Diözese Masuren der Evangelisch-Augsburgischen Kirche in Polen.

## Verkehr
Okopa liegt am Endpunkt einer Nebenstraße, die im Stadtgebiet von Bartoszyce von der ulica Leśna abzweigt. Eine Bahnanbindung besteht nicht mehr, seit der Bahnhof Bartoszyce an der Bahnstrecke Głomno–Białystok nicht mehr angefahren wird.